# 沙河街道 (九江市)
沙河街道，是中华人民共和国江西省九江市柴桑区下辖的一个街道。

## 行政区划
沙河街道下辖以下地区：
老街社区、河桥社区、东方红社区、新城社区、土城社区、甘泉社区、九一六社区、渊明社区、东风村、青峰村和杨花村。

## 交通
- 京九铁路：九江西站